# Retabló

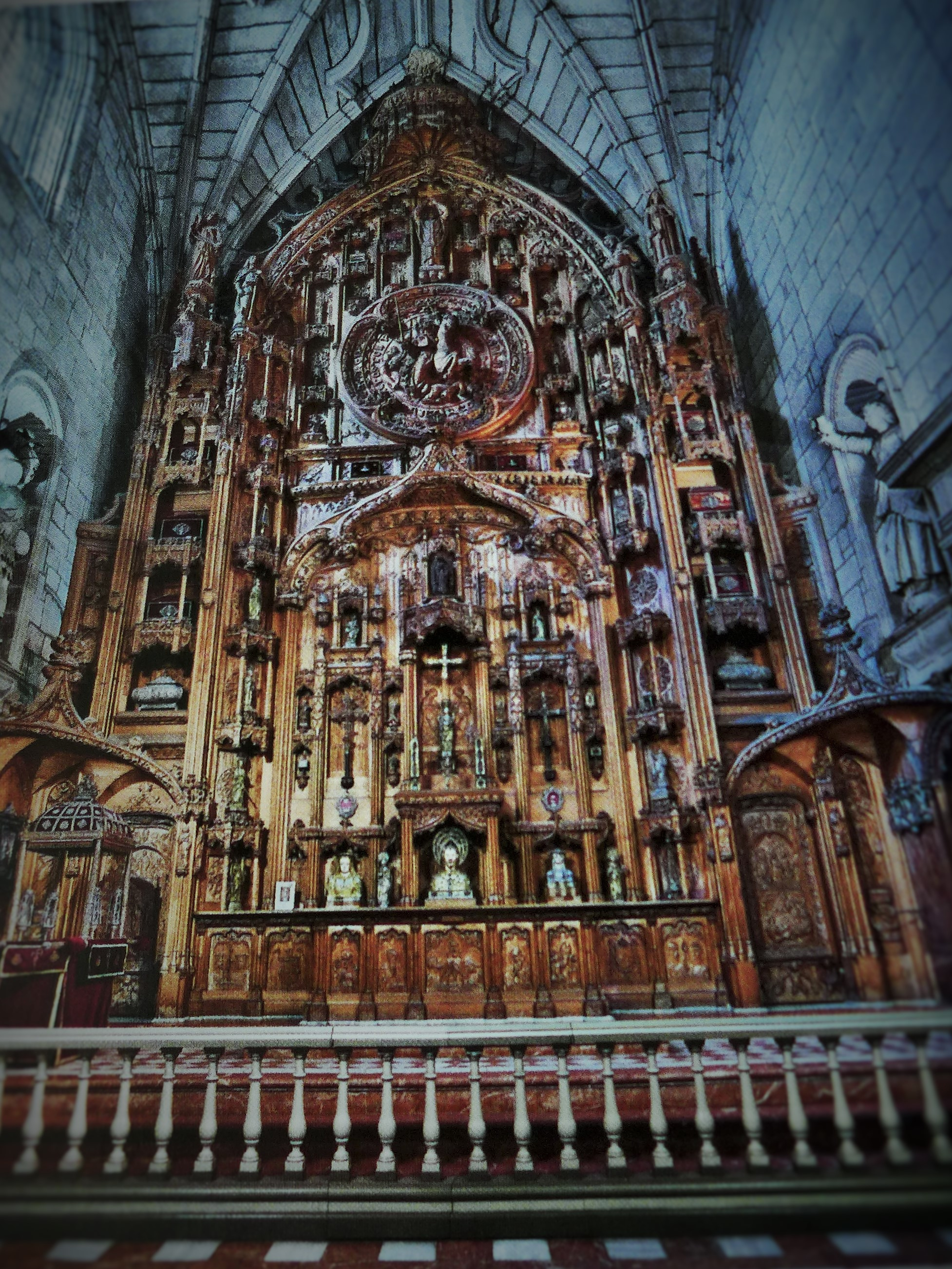
Relikviakápolna: retabló (Santiago de Compostela)

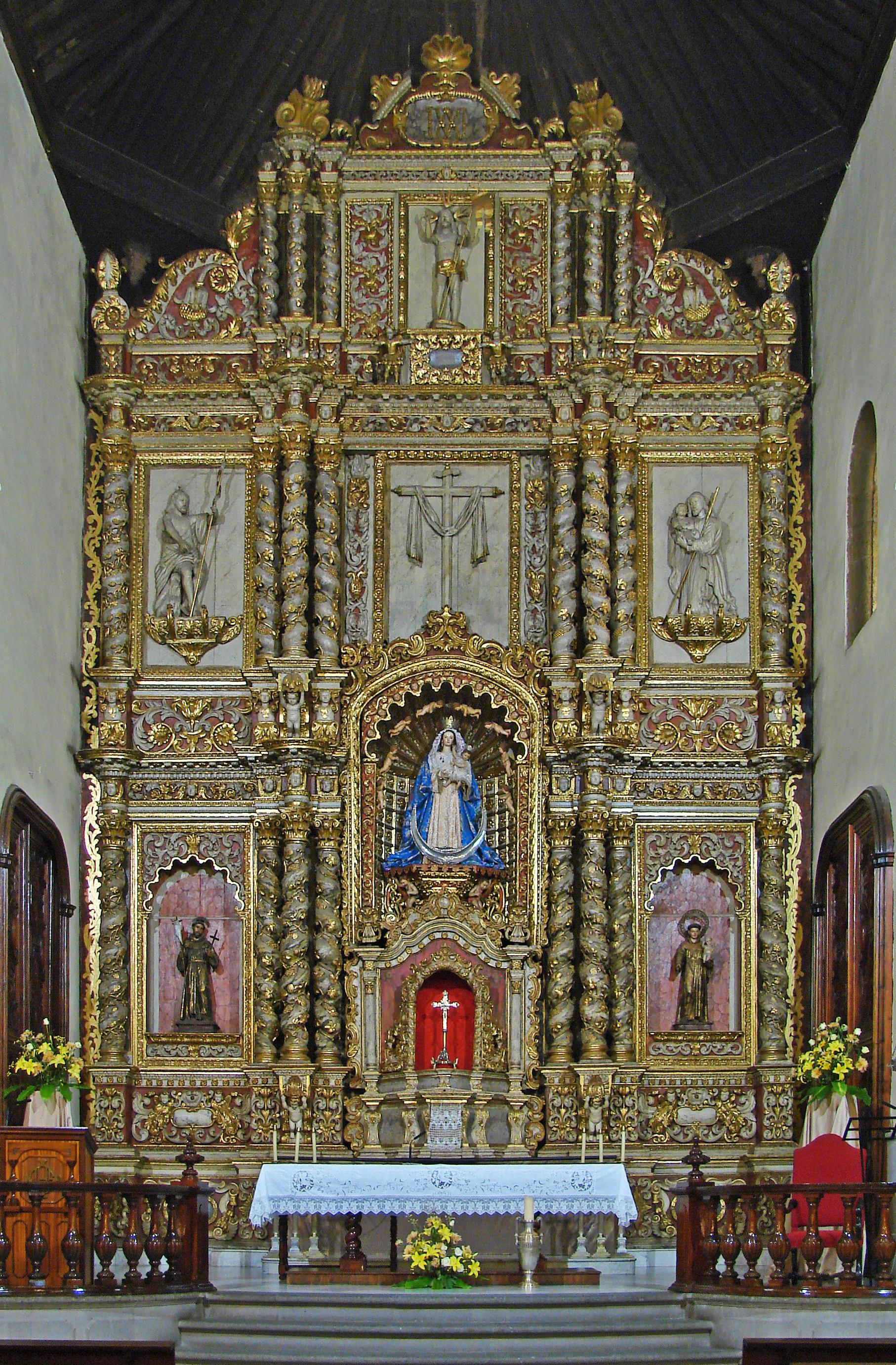
Egy tenerifei templom retablója

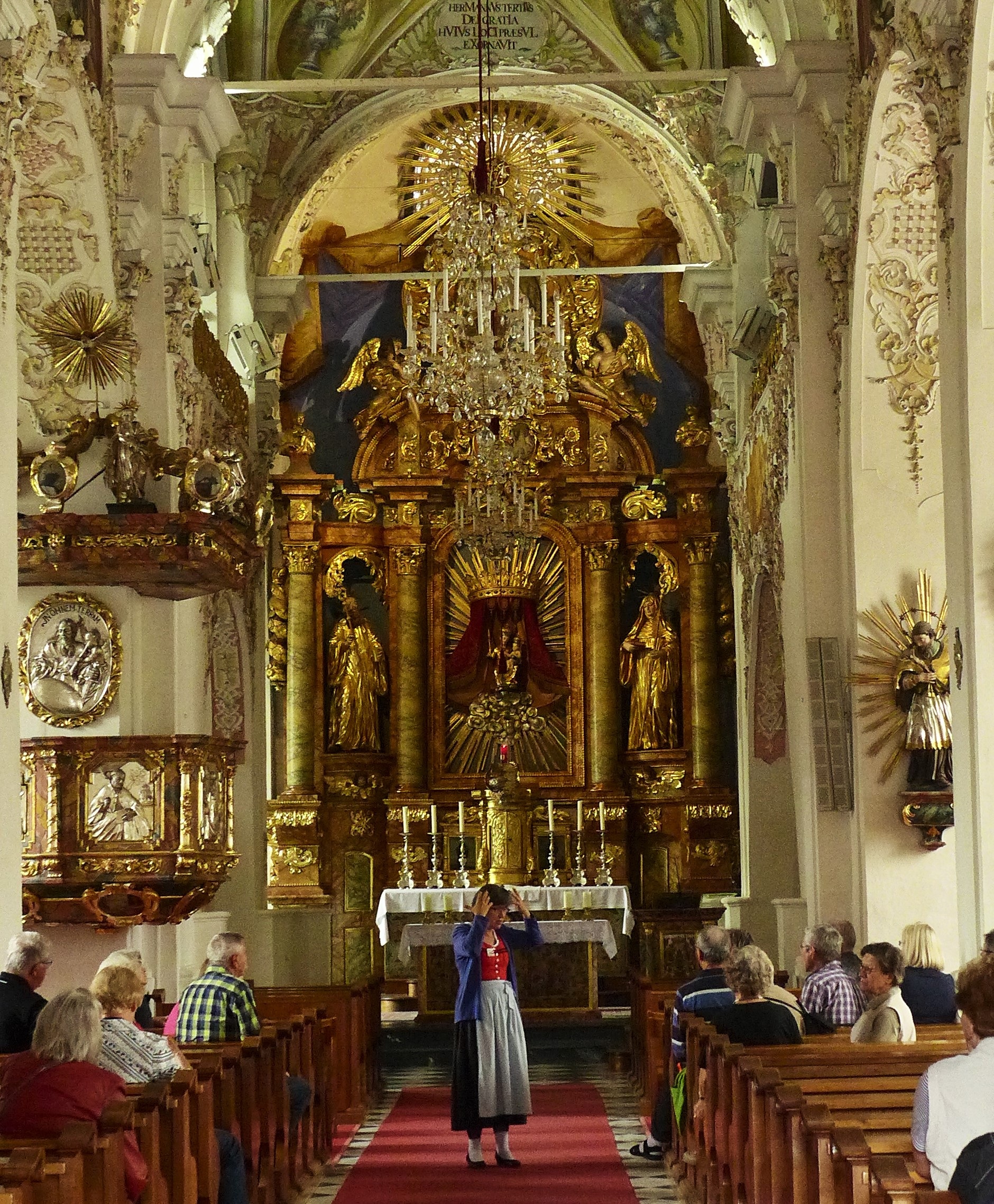
Ossiach: A főoltár retablója

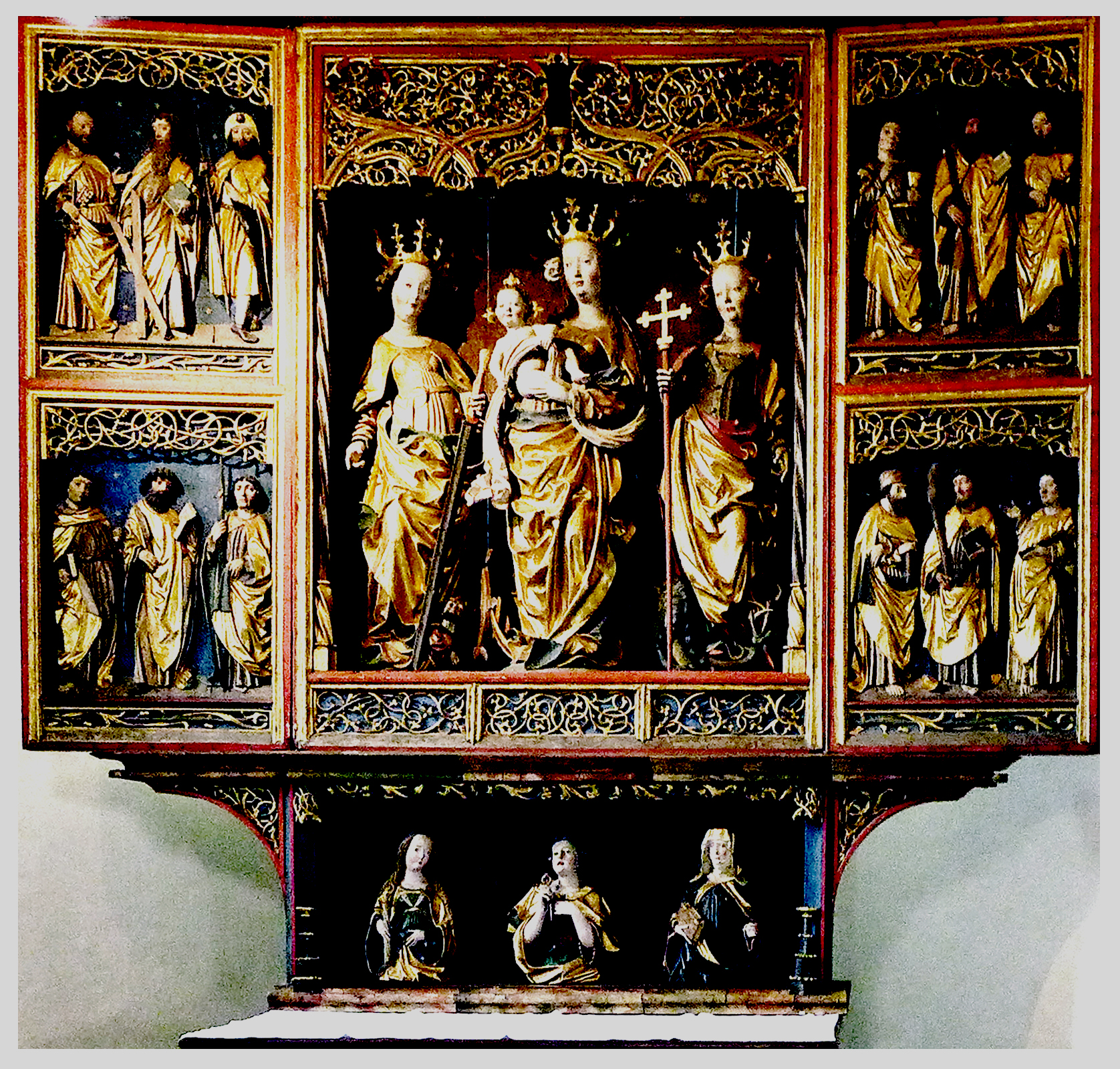
Ossiach: szárnyas oltár

A retabló vagy retabulum a sok szoborral gazdagon díszített, gyakran a szentélyboltozatig érő oltárfelépítmény neve. Az oltártábla jelentésű spanyol retablo szóból ered.  A barokk oltárfalat általában a retabulum névvel jelölik.

## Eredete, funkciója és fajtái
A retabló (postaltare, retabulum, retroaltare, retrodossale, retrotabulum) az oltár vízszintes részének, menzájának (mensa), a hátsó szélére állított vagy mögéje épített hátfal. Használata a 11. században kezdődött és a 13–14. században vált általánossá. Anyaga kő, fa, ritkábban fém. Eredete valószínűleg az ereklyetartó szekrényekhez nyúlik vissza.
A szárnyas oltár tekinthető a retabló legfejlettebb formájának, melynek középső szekrényéhez 2 vagy több nyitható-csukható szárnyat építettek. A középrész nélküli 2 szárnyas oltár a diptichon; szilárdan álló középrészhez csatlakozó 2 nyitható szárnyas oltár pedig a triptichon. A több nyitható szárnyú változata a poliptichon.
A középső részt és gyakran a szárnyak belső oldalát is szekrénynek képezték ki (szekrény-oltár); faragott, legtöbbször festett alakokkal látták el. A szárnyak külső oldalát rendszerint csak festették. A szekrény és a menza között van a predella, egy téglalap alakú, legtöbbször képekkel ellátott deszka vagy doboz képezi az összeköttetést.
A késő gótikában fejlesztették ki a szekrény fölé magasodó építészeti formákat mutató rácsozatot, melyen belül képet vagy szobrot helyeztek el. A mozgatható szárnyakkal az egyházi év időszakának (pl. nagyböjt) megfelelően változtatni lehetett a retabló képét. Ez a változtathatóság a reneszánsz és a barokk korban megszűnt, s a szárnyasoltár helyét a képmezőkre osztott retabló foglalta el, melyen főoltáron a tp., mellékoltárok esetén az oltár titulusát ábrázolták.
Feltételezhető, hogy a szárnyas oltárokat felváltó stabil építésű és tartalmú retabló tette szükségessé a német nyelvterületen elterjedt Fastentuch (böjti lepel) használatát.